# Staffan Ekegren
Staffan Ekegren, född 2 mars 1947 är en svensk författare som bor i Örebro.

## Biografi
Efter fil kand (1973) utbildade han sig till arbetsterapeut (1978) och senare avlagt grundskollärarexamen (1993). Under åren 1968-1975 arbetade han inom mentalvård (vuxna, barn), med CP-skadade barn, inom åldringsvård och som lärare mm. 1975-1978 utbildade han sig till arbetsterapeut och sedan arbetat fyra år inom yrket (1978-1982)
Från och med 1982 har han arbetat som författare, frilansjournalist, dramatiker, lärare/utbildare och bland annat gett ett stort antal skrivarkurser på universitet, folkhögskolor mm. Han har hållit föredrag och uppläsningar i ämnen som han skrivit om i bokform, t.ex. om skolplanscher, syrianer, skifferoljetiden i Kvarntorp, palestinafrågan och dyslexi.
Ekegren var lokalredaktör för Örebro-Kuriren i Nora 1990 och har i den tidningen medverkat med artiklar, reportage och recensioner. Han har medverkat i Nerikes Allehanda med artiklar, reportage, recensioner. Han drev förlaget Morgonstjärnan tillsammans med Clas Thor åren 1981-1992.
2014 valdes Staffan Ekegren till Årets länsförfattare i Örebro län

### Böcker
Nedan återfinns bland annat några av posterna i Libris träfflista
- Leken Tåla (1977), FiB/K:s förlag i Örebro (m Clas Thor, Bo Ek, Peter Ekström, Claes Gabrielsson). ISBN 91-72601-426
- Wadköpings-Bladet (1979), FiB/K:s förlag i Örebro (m Peter Ekström)
- Oxelträdets Sång[3] (1982), Morgonstjärnans Förlag (m Clas Thor). ISBN 91-86204-084
- Visst kan jag skriva[4] (1982), Morgonstjärnan (m Clas Thor) ISBN 91-86204-04-1
- Rid mot Palatset![5] (1984), Morgonstjärnan. ISBN 91-86204-106, ISBN 97-89186204105
- Trollskott[6] (1985), Morgonstjärnan (m Bitte Alling) ISBN 91-86204-14-9
- Slutet på en resa, början på en resa[7] (1986), Fyra Förläggare (m Mats Holmstrand foto) ISBN 91-85246-79-4
- Skolplanschernas Värld[8] (1988), Lt:s Förlag ISBN 91-36-02771-5
- Himlen är färgen blå: en resa i de blindas värld[9] (1989), Morgonstjärnan (m Mats Holmstrand foto) ISBN 91-86204-28-9
- Nästa år i Emmaus![10] (1991), Morgonstjärnan ISBN 91-86204-32-7
- Glasfolket[11] (1991), LO/ABF i Sydnärke (m Fabriks avd 10); Morgonstjärnan Libris 1877641
- Om inte kärlek fanns så hade de här 82 tjejerna och killarna på Närkeslätten aldrig funnit varann[12]; 41 sanna berättelser av Staffan Ekegren/foto: Carl Charlier (1992), Morgonstjärnan. ISBN 91-86204-36-X
- Glasfolket II[13] (1994), ABF i Sydnärke (m Fabriks avd 10) ISBN 91-86204-37-8
- Den andra resan: femton år med de nya svenskarna[14] (1994), Libris Förlag (m Mats Holmstrand foto) ISBN 91-7194-984-4
- Det var ju inte dum jag var: 13 dyslektiker begär Ordet [15]/ [intervjuare:] Staffan Ekegren (1996), Fyra Länsbibliotek ISBN 91-86204-39-4
- Rena Himmelriket[16] (1997), Gullers förlag ISBN 91-88238-28-8
- Saker som händer[17] (1998), Gullers förlag ISBN 91-578-0327-7
- Sekelskiftets barn[18] (1999), Nya Doxa (m Lasse Persson[19], foto) ISBN 91-578-0326-9
- Ur Hjärtat (red) (2001), Örebro läns landsting
- Amazonliv[20] (2003), Nya Doxa Förlag ISBN 91-578-0421-4
- Pennan och det tomma tomma papperet[21] 2006, Nya Doxa Förlag ISBN 91-578-0484-2
- I Västerås är det som hemma i Bangladesh[22] 2007, Bilda Förlag (m Lasse Persson, foto) ISBN 9789163301384
- Polisen kommer[23] (2007), Demontra ISBN 9789163315596
- Här låg mina gärden (2007), Örebro kommun
- Tager du detta land - syrianer i nöd och lust 1979-2009[24] (2009), Gullers förlag (m Lasse Persson, foto) ISBN 9789188238870
- Fem steg till Kraków / Five Pieces [25] (2011), Votum förlag (med Five Pieces: text - Ekegren/Lundberg/Thor; foto -  Persson/Westerborn) ISBN 978-91-85815-52-4
- Fångad av gös - från sjöbotten till matbord[26] (2011), Votum förlag (med Lasse Persson foto) ISBN 9789185815586
- 365 dagar stod jag vid en bro: och lyssnade till människornas berättelser när de svarade på en ny fråga precis varenda dag[27] / Staffan Ekegren (2013) Marull Förlag ISBN 9789163738586
- Om du har vägarna förbi : en bilresa bland anslagstavlor i Norrland[28] (2014) / dokumentär av Staffan Ekegren; foto: Staffan Ekegren & Maria Sedell. ISBN 978-91-87283-24-6
- Drömfångarna eller Vem i hela världen behöver Karl Marx?[29] (2016), Marull Förlag ISBN 9789163921131
- Bengtarna: en skoindustri som blev museum[30] / Staffan Ekegren ; [foto: Arne Arnshelm] (2016), Kumla : Svenska Skoindustrimuseet ISBN 9789163921148

### Dramatik
- Våldtäkten (1982) dramadokumentär radioföljetong, Radio Örebro
- Nu tar vi dom! (1982) pjäs med Länsteatern, Brunnsparken
- Balladen om den 28 augusti 1905 (1983) radioföljetong Radio Örebro
- Per Speleman och Ödesklockan (1983) musikteater med Dansdosan
- Gå sin egen väg (1986) reading, Länsteatern i Örebro
- Spottkoppen (1996) Länsteatern i Örebro
- Hög Tid (2001) dansteater med Krokpaus/Fröjdans
- Josef & Maria (2001) Varbergateatern
- Amazonliv (2003) dansteater med Fröjdans
- Alla snygga heter Micke (2007), Länsteatern i Örebro

### Medverkan i antologier
- Morgon över Sverige (1976), FiB/K förlag ISBN 91-85166-08-1
- Blomma och bräckjärn (1979), Rallaros ISBN 91-85650-04-8
- Vägen hem – 100 dikter från Örebro län (1985), Morgonstjärnan ISBN 91-86204-16-5
- Staden i staden – vandringar i Örebro (1990), Morgonstjärnan ISBN 91-86204-30-0
- Sverige – ett litterärt lapptäcke (1996), Natur & Kultur ISBN 91-27-59430-0
- Röster i Närke (2001), En bok för alla ISBN 91-7221-130-X
- Hårda ord (2001), Örebro Läns Författarsällskap
- Krumsprång mellan högt och lågt (2003), Örebro Läns Författarsällskap ISBN 91-631-4509-X
- NU: (2005), Örebro Läns Författarsällskap ISBN 91-631-7622-X

### Andra böcker utgivna av Morgonstjärnan
- Vägen hem - 100 dikter från Örebro län (1985)
- Tess lördan - 100 dikter av Jeremias i Tröstlösa (1986)
- Befriaren - konstvandringar i Örebro. Kindgren, Nilsson, Dahlström (1986)
- Sol å vår - 100 dikter av "den blyge" (1987)
- Färdväg. Annalisa Forssberger, berättelser åren 1934 - 1987 (1988)
- Staden i staden - vandringar i Örebro(1990)

## Utställningar
- Trollskott (1985) med skulptör Bitte Alling; Örebro läns museum
- Skolplanschernas Värld (1990) Örebro läns museum
- Den andra resan (1994) med fotograf Mats Holmstrand. Örebro läns museum
- Sekelskiftets barn (1999) med fotograf Lasse Persson. Örebro läns museum
- Amazonliv turné (2003-2007) Arbetets museum i Norrköping/Kumla bibliotek/Katrineholms Kulturhus/Vägverkets museum i Borlänge/Skövde Stadsmuseum/Rydals museum/Technicus i Härnösand/Jamtli museum i Östersund
- Tager du detta land - syrianer i nöd och lust 1979-2009 (2009) med Lasse Persson, foto. Fr o m april 2009: Arbetets museum i Norrköping (2009),  Örebro läns museum (2009-2010), Västerås läns museum (2010-11).
- Det var vi som byggde Kvarntorp – ett Sverige i miniatyr (2011) Konst på Hög, Kvarntorp
- Om du har vägarna förbi - en bilresa bland anslagstavlor i Norrland (2014) med Maria Sedell. Arbetets Museum i Norrköping (2014), Kumla Konsthall (2015), Ljusdalsbygdens museum (2015)

## TV
- En invandrad kyrka (1983) stillbildmanus, med fotografen Mats Holmstrand
- Skolplanschernas Värld (1988) 5-minutersfilm som inslag i "Café Wadköping"

## Utmärkelser
Årets länsförfattare i Örebro län 2014.